# (6402) Holstein
(6402) Holstein ist ein Asteroid des Hauptgürtels, der am 9. April 1991 vom deutschen Astronomen Freimut Börngen an der Thüringer Landessternwarte Tautenburg (IAU-Code 033) im Tautenburger Wald in Thüringen entdeckt wurde.
Benannt wurde er nach Holstein, dem südlichen Landesteil des deutschen Landes Schleswig-Holstein und nach einem der drei hier ursprünglich ansässigen Sachsenstämme, den Holsten. Die erste schriftliche Erwähnung der namengebenden Holsteiner findet sich bei Adam von Bremen anno 1076.